# محسن پزشکیان
محسن پزشکیان  در کازرون – درگذشتهٔ خرداد ۱۳۵۸) معلم، نویسنده، مردم‌شناس، نمایشنامه‌نویس، بازیگر تئاتر، زندانی سیاسی، طراح، کاریکاتوریست، مجسمه‌ساز، خطاط، نقاش و شاعر معاصر ایرانی بود.

## زندگی

### تولد و تحصیلات
محسن پزشکیان در روز سه‌شنبه ۶ بهمن ۱۳۲۶ خورشیدی در کازرون زاده شد. وی که تا ۱۴ سالگی در کازرون زندگی و تحصیل می‌کرد، در سال ۱۳۴۰ برای ادامه تحصیل به تهران رفت. در ۱۵ سالگی به خاطر تسلّط بر طرّاحی به عنوان طراح مراکز تربیت معلّم حرفه‌ای ارتش استخدام شد و آثاری نیز، در انتشارات آن سازمان از خود به جا گذاشت. او در پایان سال اوّل دبیرستان به بوشهر رفت و به ادامهٔ تحصیل پرداخت. وی تحصیلات کارشناسی را در رشتهٔ زبان و ادبیات فارسی دانشگاه تهران به پایان رساند و پس از پایان خدمت سربازی در دبیرستان‌های کازرون مشغول تدریس شد.

### فعالیت‌های سیاسی و زندان
از جمله فعالیت‌های سیاسی و اجتماعی وی می‌توان به نمایشنامه‌ای با رنگ و بوی سیاسی اشاره کرد که در دانشگاه تهران بازی کرد. او به دلیل شرکت در فعالیت‌های سیاسی و اجتماعی در حدود یک سال در زندان اوین و قزلحصار تهران به سر برد. اشعارش (که اغلب در سال‌های ۱۳۴۸ تا ۱۳۵۸ سروده شده) نیز غالباً رنگ و بوی سیاسی دارند.

### نگاهی به شش دفتر مجموعه اشعار محسن پزشکیان
نگاهی به آثار او به خوبی، یکپارچگی و یکدستی زبان و تنوع تجارب شعری و تسلط او را بر اصول و مبانی شعر قدیم و جدید نشان می‌دهد و جایگاه او را به عنوان یکی از شاعران پیش گام و برجسته تثبیت می‌کند و در قیاس با بسیاری از شاعران متعهد آن زمان اشعار پزشکیان یک سروگردن بالاتر می‌ایستد.
پزشکیان، در تجربه کردن و سرک کشیدن‌هایش به آفاق شعر امروز ایران با اشعار برخی شاعران بزرگ معاصر آشنایی و الفت خاصی داشته‌است و به خصوص در دو دفتر اول کتاب این حالت تجربی مشهود است. چنان‌که از همان شعر آغازین کتاب دل بستهٔ سهراب سپهری و خیالات نازک اوست. در دفتر دوم گاه گداری نشانه‌هایی از توجه شاعر به زبان و لحن مهدی اخوان ثالث دیده می‌شود، گرچه بسیار کمرنگ و گذرا.
در دفتر سوم پزشکیان به تدریج خود را از افسون وزن‌های گوش نواز و پایان بندی‌های تمیز و رعایت دقیق اسلوب‌های نیمایی می‌رهاند و گوشه چشمی نیز به تجارب و آزمون‌های فروغ فرخزاد در شکست اوزان نیمایی دارد.
شاعر در دفتر پنجم، که حاوی واپسین سروده‌های اوست، از زبان نسبتاً ورز یافته و تثبیت شدهٔ خود در بیان عصیان‌ها و اعتراض‌های اجتماعی بهره برده‌است. این زبان اما، همچون اغلب شعرهای میانهٔ دههٔ پنجاه در مواردی، سخت وام دار احمد شاملو است. از اقسام شعر، اگر چه پزشکیان به شعر نو نیمایی گرایش بیشتری دار د، چیره‌دستی او در قالب کهن مثل غزل و رباعی، و به ندرت مثنوی و قصیده، یاد کردنی است. غزل‌های اولیهٔ شاعر حاکی از علاقهٔ او به مفاهیم تغزلی با عنایت به شیوهٔ سخن سرایی سعدی است، اما به تدریج گرایش او به مفاهیم اجتماعی عمق و تازگی خاصی به غزل‌های نو کلاسیک او بخشیده‌است و از این لحاظ و با توجه به جدیت و پیگیری شاعر طی یک دهه فعالیت مستمر شاعری در قالب غزل می‌توان پزشکیان را از کسانی دانست که در دههٔ پنجاه در احیای این قالب سنتی و تلفیق آن با دستاوردهای نو گرایانه همت گمارده‌اند. گو اینکه، به لحاظ انتشار نیافتن شعرهایش در زمان سرایش نمی‌توان برای او نقشی تأثیرگذار قائل شد. البته با توجه به آشنایی شاعر همشهری اش، نصرالله مردانی، با توجه به شعرهای او به ویژه در حوزهٔ غزل نو می‌توان گفت پزشکیان به‌طور غیرمستقیم در احیای قالب غزل در دههٔ شصت نقش داشته و تجربه‌های او از طریق مردانی به نسل بعد، که نسل اول انقلاب بودند، منتقل شده‌است.
زبان پزشکیان در غزل‌هایش زبانی تراش خورده و پر انرژی است. غزل‌های اولیهٔ شاعر، در دفتر اول و دوم، رنگ و بویی رمانتیک و شخصی دارد، با اوزانی نرم و نسیم گونه اما، به مرور (از نیمه‌های دفتر دوم)، صبغهٔ اجتماعی غزل‌های او روشن‌تر و پر رنگ تر می‌شود. غیر از غزل، بیشترین گرایش شعری پزشکیان در قالب‌های قدیم و رباعی و دوبیتی است. البته، رباعیات و دوبیتی‌های او، به رغم شور و فروزندگی شاعرانه‌ای که دارند، همپای غزل‌های او نیستند؛ ولی از کنار کوشش‌های شاعر در احیای این دو قالب کهن نباید بی اعتنا گذشت و نام پزشکیان را باید در زمرهٔ آن دسته از شاعران نو پرداز معاصر یاد کرد که سعی در دمیدن روحی تازه در پیکر فرسودهٔ شعر کهن فارسی داشته‌اند.
حرکتی که با رباعیات سیاوش کسرایی آغاز شد در رباعیات منصور اوجی تثبیت شد و با رباعیات شاعران دورهٔ انقلاب همچون سید حسن حسینی و قیصر امین پور، در نیمهٔ نخست دههٔ شصت، به اوج خود رسید.
در سرتاسر پنج دفتر شعر محسن پزشکیان، رویکرد شاعر به واژگان بومی و استخدام آن‌ها در شعرهای نو به خوبی نمایان است، حال و هوایی که یادآور شعرهای جنوبی منوچهر آتشی نیز هست. اقامت شاعر در بوشهر، زادگاه آتشی، مُهر تأییدی پای آشنایی نزدیک او با فضای شعرهای آتشی می‌گذارد.

### غزل نو کلاسیک
با بررسی آثار پزشکیان می‌توان وی را حلقه اتّصال غزل بازگشتی و غزل نوکلاسیک دانست
در کارنامه شعری پزشکیان، غزل‌هایی با ویژگی‌های ساختاریِ غزل نوکلاسیک در کنار غزل‌های متمایل به زبان بازگشتی، دیده می‌شود و خوشبختانه تاریخ سرودن تعدادی از آن‌ها ذیل آن آمده و نشان می‌دهد قبل از چاپ اولین غزل‌های نیستانی و منزوی سروده شده‌اند از جمله غزلی است، سروده شده در خرداد ۱۳۴۸، با مطلعِ
| تو لاله‌ای و به دشت سراب می‌رویی |  | عروس شهر خیالی، به خواب می‌رویی |

یا غزل زیر، که سروده بهمن ۱۳۴۹ است.
| تو عطر محرم دشتی، نسیم عریانی |  | تو بوی باکرة خلوت بیابانی |

بدین قرار، شاید بتوان مدعی شد که برخی غزل‌های پزشکیان اولین رگه‌های نوکلاسیک را در خود دارد.

### سانحه رانندگی
وی در سال ۱۳۵۸ در سن ۳۲ سالگی در سانحه رانندگی کشته شد.

## شهرت

### شاعر پیشگام اما ناشناخته
وی به سه دلیل تا سه دهه بعد از فوتش ناشناخته ماند:
- کم کیفیت بودن نوارهای ضبط شده از او
- فعالیت‌های سیاسی اش در ۱۰ سال قبل از انقلاب اسلامی ایران و مرگ زودرسش پس از پیروزی انقلاب که فرصت چاپ دفاتر شعر و آثار هنری اش را از او گرفت.[۱۲]
- وفاداری اش به سبک محلّی[۱۳]

با این وجود او در کازرون همواره شناخته شده بوده‌است. تاکنون هم یک خیابان و یک مدرسه و یک هنرستان در سطح شهر کازرون به نام او نامگذاری شده؛ و یادواره‌ای نیز در آبان ماه ۱۳۷۸ در کازرون با حضور شاعر معاصر منوچهر آتشی برای وی برگزار شده. در این یادواره از او به نام شهید یاد شده؛ زیرا او در شعر «شهادت» که نیمی را در شب و نیمی را در روز سفر به قم سروده چنین آورده: «در گیر و دار خویش و خدا بودم، که ناگهان، صدای خشک دنده‌هایم را، در حال خرد شدن، در زیر پای اژدهای آهن، بر آسفالت شنیدم، و نهنگ دریای شهادت شدم.» از جمله غزلیات مشهور وی به لهجهٔ محلّی، غزل «حضرت کازرونی» ست که در آن مردم این شهر را به اتّحاد دعوت کرده. مطلع شعر چنین است:
| حَضَرات کازرونی بِیلیم گِلِه پیش هم نَکنیم |  | دِ بَسَن یکی وُ دوتُ کَمُ و بیش هم نکُنیم |

برخی از شعارهای مردم کازرون که به صورت شعر در تظاهرات و راهپیمایی‌های ایام مبارزات انقلابی به مناسبت حوادث روز فریاد می‌شد؛ توسط محسن پزشکیان سروده شده بود. او برخی از اشعار خود از جمله «چراغان»، «جنونم»، «باران» و «لالایی» را نیز در زندان سروده‌است. علاوه بر این‌ها شعر «لاله‌زار شهیدان» از سروده‌های پزشکیان در اوج مبارزات انقلابی توسط برخی از مبارزان در مسیر راهپیمایی خوانده شد. این شعر با ابیات زیر آغاز می‌شود:
| پرلاله و گل گشته زمین همچو بهاران    |  | از خون شهیدان     |
| بیداد از این گونه که کرده‌ست به دوران |  | با خلق مسلمان     |
| مردان خدا کشتهٔ تیرند به میدان        |  | یا مانده به زندان |
| ...                                  |  |                   |

### ارتباط نزدیک با شاعران مطرح جنوب
حسین پزشکیان برادر محسن پزشکیان از ارتباط بسیار نزدیک او با منوچهر آتشی، علی باباچاهی و،محمدرضا نعمتی زاده و برگزاری جلسات شب شعر در منزلشان توسط این شاعران و دیگر شعرای مطرح جنوب خبر داده‌است.
نصرالله مردانی نیز که ارتباط نزدیکی با محسن پزشکیان داشته‌است، تحت تأثیر غزل‌های نو پزشکیان، به سرودن غزل روی آورد و نامش را در میان احیا کنندگان غزل در دهه شصت به ثبت رسانید.

### گفته‌ها و نوشته‌های شاعران و نویسندگان دربارهٔ محسن پزشکیان
حبیب‌الله بهزادی در سال ۱۳۵۹ در شماره ۱۳۰ روزنامه خبر جنوب دربارهٔ محسن پزشکیان چنین می‌نویسد: «از صفات برجستهٔ محسن، احساس عمیق او برای محرومان و سیه روزان جامعه بود. به این انگیزه، ضمن تحصیل در دانشگاه، در شب‌های سرد تهران، کت و کفش و موجودی پول خود را به گرسنگان و پابرهنه‌هایی که در گوشه خیابان به انتظار مرگ، خوابیده بودند، می‌بخشید و با پای برهنه و نیمه لخت، به خانه برمی‌گشت و از شدّت اندوه، گرسنه می‌خوابید. به سخن دیگر، زیبایی خلقت در حد شگفتی در محسن متجلّی بود.»
منو چهر مظفریان دربارهٔ او می‌نویسد: «متوجه شدم که بار دیگر در خارستان جنوب گلی روییده که مشام جانها را نوازش می‌دهد شاعری پا گرفته که سخنش با همه لطافت خاری است که بر چشم دشمن می‌نشیند و عقدهٔ دل دوست را می‌ترکاند و او را به تلاش توفنده وامی‌دارد.»
محمدمهدی مظلوم‌زاده، در ویژه‌نامهٔ بومی‌سرود مجلهٔ شعر حوزهٔ هنری سازمان تبلیغات (سال ۱۳۷۶) یادداشتی کوتاه در باب زندگی پزشکیان نوشت که همراه با آوانویسی و ترجمهٔ چهار غزل کازرونی او منتشر شد.
انجمن ادبی‌هنری بیشابور کازرون در سال ۱۳۷۸، یادنامه‌ای با عنوان عطرِ تر باران با مقدمهٔ حسین عسکری منتشر کرد. این جزوهٔ سی‌صفحه‌ای شامل ۱۲ غزل کازرونی، یک دوبیتی، و شعر «تاب نسیم» و بخشی از شعر «رود گرم‌رفتار» بود که همه از نوار یادشده، پیاده شده بود.
محمدجواد بهروری نیز چهار غزل کازرونی او را همراه با برگردان شعرها در مجموعهٔ گلهای شهر سبز منتشر کرده‌است.
دکتر سید جعفر حمیدی در کتاب استان زیبای بوشهر می‌نویسد: «در دهه ۴۰ که نسل دوم شاعران بوشهری پا گرفت، هر هفته و هر ماه نام و شعرشان در مجلات ادبی کشور مثل فردوسی، خوشه، نگین، صبح امروز و حتی کتاب هفته و کتاب کیهان، همچنین در صفحات ادبی مجلات روشنفکر زیر نظر فریدون مشیری، امید ایران زیر نظر محمد عاصمی، تهران مصور زیر نظر حسن شهرزاد، تماشا زیر نظر منوچهر آتشی، و بسیاری نشریات دیگر به چاپ می‌رسید. تعدادی از شاعران این نسل در محافل ادبی و شب‌های شعر که در بوشهر و گاهی در گناوه، برازجان، خورموج، دیر و خارک تشکیل می‌شد اشعار خود را قرائت می‌کردند که با استقبال فراوان همراه می‌شد: علی باباچاهی، عبدالرسول حامدی، پرویز پروین، شیرزاد محمد آقایی، ایرج شمسی زاده، ابوالقاسم ایرانی، محمد رضا ایرانی، مهدی رستگار، محسن پزشکیان، محمد بیابانی، رحمان کریمی، عبدالمجید زنگویی، خورشید فقیه، اسکندر احمدنیا، عبدالباقی دشتی نژاد، جمشید افروز، پرویز هوشمند، عبدالکریم سینا.
دکتر عباس زریاب خویی، محمد تقی دانش‌پژوه، مصطفی مقربی، دکتر منوچهر ستوده و دکتر ایرج افشار در جلد ۳۰ فرهنگ ایران زمین غزلی به کازرونی به نام باغ نارنج از محسن پزشکیان به چاپ رسانده‌اند.
در سال ۱۳۸۵ قیصر امین پور گفت: «کاش این مجموعه در همان سال‌ها منتشر شده بود».
دکتر محمدرضا ترکی در سیصد و نود و هفتمین نشست شورای فرهنگستان زبان و ادب فارسی گفت: «انتشار دیوان اشعار محسن پزشکیان، یکی از نمونه‌های قابل تأمل شعر پیش‌گام ادبیات انقلاب اسلامی را فراروی دوستداران شعر قرار می‌دهد.»

#### نقد و بررسی شش دفتر محسن پزشکیان در شهر کتاب
در سال ۱۳۹۱ کتاب شش دفتر پزشکیان مورد نقد و بررسی قرار گرفت که صابر امامی، محمدرضا ترکی، علی‌اصغر محمدخانی، حسین پزشکیان و محمد تمدن در این جلسه حضور داشتند

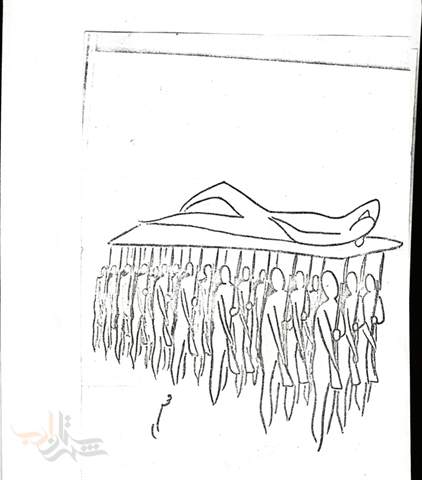
نمونه‌ای از طرح‌های محسن پزشکیان

محمد تمدن در این نشست گفت: دوستی من با پزشکیان در سال ۴۹ آغاز شد. در همان سال‌ها او در دانشکده ادبیات نمایشگاهی برگزار و طراحی‌های خود را عرضه کرد. آن آثار بسیار عالی بودند، به اعتقاد من اگر نسخه‌هایی از آن‌ها در دسترس بود، بسیار مؤثرتر از این اشعار بودند. پزشکیان در آن سال‌های خفقان، طرح‌هایی جسورانه ارائه کرده بود. از جمله طرحی بود به نام ذوالاکتاف؛ در آن صفی از مردمی را تصویر کرده بود که به جای طناب شاپور ذوالاکتاف، لوله‌های نفت از کتفشان رد شده بود. آن جسارت و البته زمزمهٔ اشعارش در برخی محافل، باعث شد که رژیم به او حساس و مقدمات زندانی شدنش فراهم شود.

#### نقد و بررسی اشعار پزشکیان در رادیو
در شهریور ۹۱ اشعار محسن پزشکیان در برنامه اتاق اندیشه رادیو گفتگو مورد نقد و بررسی قرار گرفت.
در شهریور ۹۱ در برنامه شب چراغ رادیو فارس در گفتگو با حبیب‌الله حسینی میرآبادی به بررسی و شعر خوانی اشعار محسن پزشکیان پرداخته شد.
در تیرماه ۱۳۹۲ در برنامه ققنوس رادیو فرهنگ برنامه شعر خوانی محسن پزشکیان پخش شد که از جمله آن می‌توان به شعری که پس از واقعه سیاهکل سروده بود اشاره نمود. همچنین در این برنامه در مصاحبه با دکتر محمدرضا ترکی و با توجه به غزلی مربوط به سال ۱۳۴۹ با مطلع
| این بوی توست افسون صد افیون به خود آمیخته‌است امشب |  | این موی توست از برج شب رودابه وار آویخته‌است امشب |

محسن پزشکیان را یکی از مبدعان و پیشگامان غزل نئوکلاسیک دانستند؛ و به این نکته اشاره شد که فضای شعری پزشکیان با فضای شعری شاعران دهه ۴۰ و پنجاه که نوعاً در فضای شعری فریدون مشیری و رهی معیری می‌سرودند بسیار متفاوت بوده و وقتی اشعار پزشکیان را می‌شنویم حس می‌کنیم در آن زمان صدایی جدید متولد شده بوده‌است.

#### بزرگداشتمحسن پزشکیان در روزشعروادب فارسی
در سال ۱۳۹۱ در روز شعر و ادب فارسی بزرگداشتی از طرف حوزه هنری برای پزشکیان برگزار گردید. این مراسم با حضور تعدادی از شاعران و همچنین سخنرانی امیرحسین فردی، محمدرضا ترکی، مصطفی رحماندوست و محمد تمدن برگزار شد.
در این بزرگداشت مصطفی رحماندوست در خصوص خاطره‌ای که از پزشکیان در ذهنش بود گفت: من و محسن پزشکیان هر دو در سال ۴۹ وارد دانشگاه شدیم آن زمان به شعرهای محسن حسودیم می‌شد. یادم هست در یکی از سال‌های دوران دانشجویی در زاهدان خشکسالی آمده بود و ما که در آن زمان شور انقلابی‌گری داشتیم برای کمک به آنجا رفته بودیم. در این سفر و در راه بازگشت، من شعری گفته بودم که هرگز در هیچ‌کجا هم منتشرش نکردم؛ برای اینکه بسیار بد بود، اما به خاطر دارم که محسن تحت تأثیر آنچه دیده بود شعری بسیار تأثیر برانگیز سروده بود و من در جا حفظش کردم و هرگز از خاطرم نرفت. محسن در زمان دانشجویی برایم معلمی غیرمستقیم بود که وقتی فهمیدم از دست رفته بسیار تاسف خوردم و مطمئنم که اگر زنده می‌ماند بسیاری از قله‌ها را فتح می‌کرد.
محمدرضا ترکی نیز در این بزرگداشت با بیان این‌که پزشکیان در ابتدا به گروه‌های چپ‌گرای روزگار خود گرایش داشت، گفت: تحول روحی در آثار وی مشهود است و گرایش به عرفان و خوانش ابن‌عربی تأثیر شگرفی در شعر پزشکیان داشت.

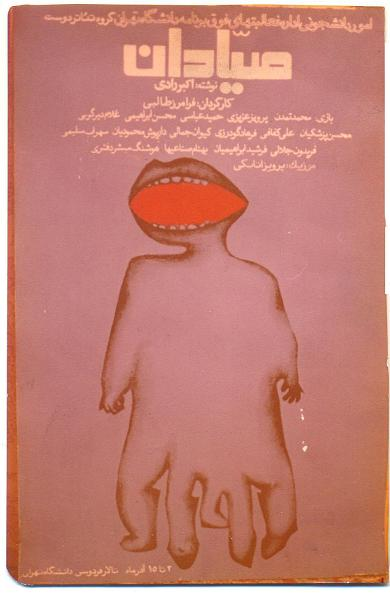
پوستر نمایش صیادان

و محمد تمدن از همکلاسی‌های پزشکیان در بارهٔ ایشان چنین گفت: من و محسن در دوران دانشجویی نمایشنامه‌ای کار می‌کردیم که به نام صیادان بود نوشته زنده‌یاد اکبر رادی و به کارگردانی فرامرز طالبی خاطرم است محسن در این نمایشنامه دیالوگی داشت که اهانت به افرادی بود که می‌خواستند تعدادی از صیادان را استثمار کنند و هر وقت محسن این دیالوگ را می‌گفت دستش را بلند می‌کرد و خطاب به عکس شاه ایران که در بالای سن نصب شده بود این دیالوگ را ادا می‌کرد.
و یوسفعلی میرشکاک ادامه داد: شعرهای فارسی پزشکیان با آن‌که حاصل بیش از یک دهه شاعری است در سال‌های اولیه چهره آشکاری ندارد. تأثیرپذیری از شاعرانی مانند سهراب سپهری، مهدی اخوان ثالث، احمد شاملو و نیما یوشیج در آثار او مشهود است. آشنایی پزشکیان با محمدرضا نعمتی زاده و منوچهر آتشی باعث شد که اندک اندک محور بومی‌گرایی و واژه‌های محلی بر شعرهایش چیره شوند و بتوان به او برای چهره شاخص ادبی شدن امید بست. وی افزود به یقین پزشکیان اگر می‌ماند یکی از درخشان‌ترین شاعران فارسی لقب می‌گرفت.

#### جایزه کتاب فصل
علیرضا قزوه در پاییز ۱۳۹۱ جایزه کتاب فصل خود را به محسن پزشکیان تقدیم کرد.

#### یاد نامه محسن پزشکیان
در خرداد ماه ۱۳۹۲ یادنامهٔ محسن پزشکیان در مجله پنجره به چاپ رسید که فرامرز طالبی، محمد علی شاکری یکتا، محمدعلی اینانلو و محمد تمدن خاطراتی از پزشکیان را بیان کرده بودند. از جمله نمایش‌های محسن پزشکیان مانند سیزیف و مرگ، صیادان و خانه بارانی و شعری که پزشکیان برای مبارزان قبل از انقلاب زنده یادان خسرو گلسرخی و کرامت دانشیان سروده بود.

#### پخش مستند پزشکیان
در تاریخ‌های ۱۷ و ۲۴ آبان ماه ۱۳۹۳ مستند فعالیت‌های سیاسی و اجتماعی محسن پزشکیان طی دو قسمت در برنامه «فیروزه» شبکه افق پخش شد.

## آثار
آثار محسن پزشکیان شامل تحقیقات، اشعار و نقاشی ها ست:

### تابلوهایخط،سیاه‌قلم،آبرنگ،مینیاتور،پرترهوطرح
- تابلوهای خط
- تابلوهای نقاشی از مناظر محلی و آداب و رسوم، معماری بومی و… - چاپ ۱۳۸۳
- تابلوهای پرتره از چهره افراد
- تابلوهای مینیاتور
- طرح‌های سیاسی شامل حدود دویست طرح و کاریکاتور که اغلب مضمون سیاسی دارند

### اشعار
- شش دفتر: مجموعه اشعار محسن پزشکیان (۱۳۲۶–۱۳۵۸)، به کوشش عمادالدین شیخ‌الحکمایی و علی میرافضلی، تهران: فرهنگستان زبان و ادب فارسی/انتشارات کازرونیه، ۱۳۹۰[۴۲] شامل چندین شعر به لهجه محلی (کازرونی)، شعر آزاد نیمایی، دوبیتی، رباعی، قصیده، مثنوی و غزل. روحیهٔ انقلابی در اغلب غزلیات وی قابل رویت است. اشعار پزشکیان را می‌توان از نظر یکپارچگی زبان، سواد ادبی، تسلط بر اصول و مبانی شعر قدیم و جدید و تنوع تجارب شعری جزء بهترین و قوی‌ترین آثار عصرش به‌شمار آورد. تسلط او بر قالب‌های کهن همچون غزل و رباعی ستودنی است.[۴۳]
- نوارهای ضبط شده از او شامل چند غزل به لهجه محلی، دوبیتی، رباعی، قصیده، مثنوی و سرود پیشنهادی جمهوری اسلامی همراه با آهنگ

### کتاب قصه‌ها
- کتاب قصه‌های مردم کازرون که مشتمل بر ۵۳ قصهٔ محلی.
- کتاب قصه‌های محلی مردم ممسنی و کمارج

### فرهنگ اصطلاحات و ضرب‌المثل‌ها وسنت‌هایکازرون
- پنج جلد فرهنگ اصطلاحات و ضرب‌المثل‌های کازرونی. این کتاب برای شناساندن فرهنگ کازرون به مردم ایران در اختیار رادیو تلویزیون قرار داده شده[۵][۴۴][۴۵]

### مجسمه‌سازی
- محمد تمدن از دوستان پزشکیان از مجسمه‌هایی مانند شطرنجی با مهره‌هایی بسیار ظریف که محسن پزشکیان در زندان اوین ساخته بوده‌است خبر داده‌است.

## نمونه شعر
طرح:
در روزهای خلوت دلگیر برفی
نام مرا
بر شیشه سرد زمستان
با آه‌ه‌ه
بنویس!
لاله‌هایی که در پاییز می‌رویند:
امروز صبح
گنجشک‌های دود
از لانه ده لوله تفنگ
در امتداد شیهه شلیک، پر زدند.
امروز صبح
وقتی که باد موذی پاییز
ارواح لاله‌های سحرگاهی را می‌آزرد
ده لاله شکفته شاداب
از خون سرخ خوب‌ترین بچه‌های شهر
رویید
امروز صبح
باز
ده یوسف دگر
گلگون کفن شدند
بنگر چگونه باز
از پوزه سیاه تو ای گرگ
خون می‌چکد؟
ای روسپی پیر!
امروز ما
با دستهای خویش
تا وسعت گلوی تو پیمان بستیم.
ما اشکهایمان را
انباشتیم
باشد که با طلوع سحرگاه آخرین
طوفان سهمناکی از فریاد
برخیزد.
مناظره خزه و جگن:
| دل گیرم از ماندن، شوق سفری دارد         |  | دُزدانه پیِ رفتن، پایی و پری دارد       |
| آن را که سکون مرگ است چون آب نمی‌ماند    |  | از ماندن و گندیدن، گر خود خبری دارد   |
| ای پای توأم رفتار، ای بال توأم پرواز    |  | دریابم اگر لطفت با ما نظری دارد       |
| جان‌مایه سپر کردند مردان خدا، چون گل     |  | کز برگ تن خونین، بر سر سپری دارد      |
| باکت نه اگر چون تاک، از درد به خود پیچی |  | کین شاخ خَم اندر خَم، شیرین ثمری دارد   |
| آن کاخ ستم خوش سوخت در آتش خشم خلق      |  | آن سوز نهان، باری، این‌سان شرری دارد   |
| بر معبر طوفان‌ها، رشک آیدم از لاله       |  | کو خنده به لب، امّا خونین‌جگری دارد     |
| دیشب خزه جوبار، با طعنه جگن را گفت      |  | کای سربه‌هوا! هستی زیر و زبری دارد     |
| افراشته‌ای قامت در باد و نمی‌بینی         |  | پای ستم و دست تاراجگری دارد           |
| زیباست به رعنایی سربَرزدنت از آب         |  | تا خلق بگویندت بالنده‌سری دارد         |
| امّا نه ز روی رشک، من گویمت این معنی     |  | بی‌نام‌ونشان مُردن، لطف دگری دارد        |
| خندید جگن کای خام! اینم نه عجب از تو    |  | این منطق ویران، هر بی‌پاوسری دارد      |
| آرامش عمق آب، یکسر به تو ارزانی         |  | ما سرکش و آزادیم، ور شور و شری دارد   |
| بنگر همه تن شمشیر در پیکر بادم من       |  | کاین‌سان ز چه از بیداد بر ما گذری دارد |
| گاهش بدرم سینه، گاهش بخراشم تن          |  | ور بشکندم قامت، بر خود ضرری دارد      |
| کز ریشه من، فردا، صدشاخ دگر روید        |  | وآن یاوه ز هر سویی، جان در خطری دارد  |
| گفتند بس این تمثیل، تازه‌ست هنوز امّا     |  | هر تیره شب مُظلم، خونینْ‌سحری دارد       |
| گفتی که چو نِی پوکی، تلخ آمدت این، لیکن  |  | نِی با همه بی‌مغزی، گاهی شکری دارد      |

پناه:
آن سوی شیشه
سرما
بیداد می‌کند.
در سردسیر پربرف
در بادهای هرزه که تا عمق استخوان
می‌تازد
خورشید استوایی چشمت اگر نبود
بر من چه می‌گذشت؟
پای اجاق قلبت
هنگامهٔ تمامی برفستان را
از یاد می‌برم.
غزل محلی:
| اوّل مو می‌گفتم که تو دنیا وا تو اُختُم  |  | آخُر تو یه کار کردی، که هِشتُم وا گُرُختُم |
| محضیک بوُدُنی غیر تو جُی کِس توُ دلُم نی   |  | مِزلِنگِ دلم وا سوزنِ عشق تو دُختُم        |
| گفتی: تو هنُو خُومی، تَشِ غم تو تَنِت نی   |  | حال چِمگی که توُ دیگِ غَمِ هِجرِ تُو پُختُم؟   |
| اِی بیگ که مِلِنگِشت اَ بَرُم دَر اُومَه نُومَه  |  | یه دَقِّه غَمِت والُّو اَ دنیا نَفُرختُم        |
| تو ابری و مُو بُتِّه‌یِ خُشکُم زیر اُفتُو      |  | هِی پُوپا اِیقه کِردی که مُو تا ریشه سُختُم |
| عطرِت هَوُ وَرداشته، تو مِث باغ نارنجی    |  | تو غرقِ باهار و تَجه، مو لاخه‌یِ لُختُم    |
| حال قَدرِ مو نمدونی ایشالّو بیا روزی    |  | اَشکِت بُکُنُم پاک وا ای دَسّ زُمُختُم         |
| گفتی سی چه «محسِن» دِ غزل کازرونی نمگه |  | مو آرد خودُم بِختُم و آربیزُم اُوُختُم      |

## نمایشگاه طرح
در اسفند ماه سال ۱۳۵۲ محسن پزشکیان یک برگ دیگر رو کرد و طرح‌ها و نقاشیهایش را در یک نمایشگاه در سالن دانشکده ادبیات دانشگاه تهران به نمایش گذاشت؛ طرح‌هایی به‌غایت ظریف و در عین حال ساده. خیلی‌ها بعدها همین نمایشگاه را از دلایل اصلی دستگیری او توسط ساواک برشمردند. طرح‌هایی ساده با خطوطی قوی، محکم و درونمایه‌ای کاملاً سیاسی، مخازن نفت، دکل‌های حفاری و آدمی که به آن‌ها تکیه داده و دستش را مثل گداهای کنار خیابان به امید سکه‌ای دراز کرده‌است؛ به‌طوری‌که دست، از دور دست بزرگ‌نمایی و نقطه دید موضوع شده‌است. یا عده‌ای که تابوتی را حمل می‌کنند که در آن خورشید مرده همچنان نور می‌افشاند یا درختی که به‌جای میوه از آن بلندگوهای تبلیغاتی حکومت روییده‌اند. یا یک خیابان طولانی را تصویر کرده بود با تیرهای چراغ برق که بر بالای این تیرها به‌جای لامپ، خنجر بود که می‌درخشید. در بروشور نمایشگاه محسن پزشکیان چنین نوشته‌است:
"شاید ابراز وجودی از سر تفنن و و شاید تکاندن بالی به اشتیاق پروازی دور و بلند و آزاد، هر چه حسابش کنید. اما انکار نباید کرد که هر حرکتی هرچند ناچیز نشتری‌ست بر دمل چرکی سکون و آنکه می‌داند و می‌ماند خار پای رهروانست و سزاوار نفرین.
آنچه می‌بینید منتخبی است از تلاش چند ساله، که خود آغاز پویشی است چندین ساله در نقاشی که با سیاه‌قلم آغاز شد و با آبرنگ و مینیاتور و پرتره ادامه یافت وسر انجام به طرح رسید چرا که وقتی پای حرف و انتقال اندیشه به میان آمد زیبایی و ظرافت هنری خود به خود پشت خشت می‌افتد. امید که هرگز به غولهای پوشالی و طبلهای توخالی بدل نشویم؛ که هم خدا را می‌جویند و هم خرما را می‌خواهند و از این رو گاه به نعل می‌کوبند و گاه به میخ می‌سایند. از چپ و راست روی میز تشریح می‌افتند و از این ور و آن ور تقدیر و تمجید می‌شنوند و معلوم نمی‌شود که کدام وری هستند.
جوشنده باشیم و فزاینده نه شیر اطمینانی بر این دیگ و نه ریگی به کفش اندیشه رهروان."

## مبارزه روی صحنه تئاتر

### برای کفتار پیر دندان مصنوعی باید خرید

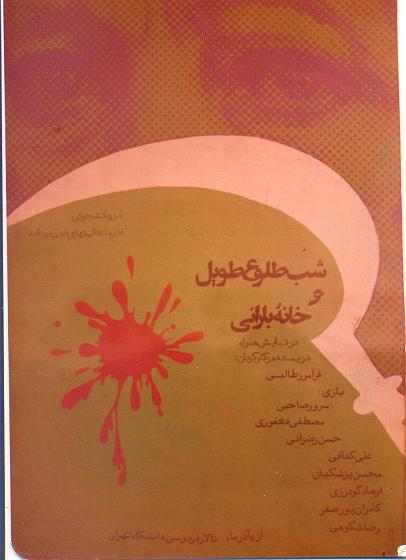
پوستر نمایش خانه بارانی

در سال ۱۳۴۹ و ورود محسن پزشکیان به دانشگاه تهران پای او، کم‌کم به کارها و فعالیت‌های دیگر نیز باز شد. در ابتدا فرامرز طالبی با خواندن نمایشنامه‌ای از محمود مسعودی در نشریه «بازار ویژه هنر و ادبیات» با نام «برای کفتار پیر دندان مصنوعی باید خرید» که تحت‌تأثیر آثار بکت نوشته بود به فکر اجرای آن نمایشنامه در دانشکده ادبیات افتاد. او پس از کسب اجازه طالبی و موافقت مسعودی برای اجرای این نمایش، چند تن از بچه‌های گروه شعر (با محوریت فرامرز طالبی) در تلاش برای یافتن محلی برای ظهور و بروز جوانی و آرمان‌گرایی خود گرد هم آمدند. فرامرز طالبی پس از انتخاب بازیگران تئاتر از میان اعضای گروه به رغم بی‌مهری مسئولان، سرانجام توانست جایی برای تمرین فراهم کند. گروه تشکیل شد و نمایش در یکی از روزهای پایانی سال ۱۳۴۹ روی صحنه رفت. اجرای این گروه جوان در اولین روز خود، میزبان میهمانانی چون محمود مسعودی و نصرت رحمانی شد، اما هیچ‌گاه نتوانست پا به روزهای بعدی بگذارد. مسئولان دانشکده که متوجه سر پرشور این دانشجویان شده بودند، اجازه اجراهای بعدی را به آن‌ها ندادند!

### گروه تئاتر دوست
سال بعد فرامرز طالبی و دیگر اعضای گروه به فکر تشکیل گروه تئاتر «دوست» افتادند. فرامرز طالبی نیز برای دعوت از شاعر سیه‌چرده و کوتاه قامت دانشکده، به‌سراغ او رفت و بیش از پیش با طبع گرم و آتشین مزاج پزشکیان و دلبستگی عمیق این دانشجوی آرمان‌گرا به فرهنگ سرزمین خود آشنا شد.

### سیزیف و مرگ
نمایش‌نامه بعدی «سیزیف و مرگ» بود. این نمایش‌نامه یک شخصیت شاخص به نام آرس (خدای جنگ) داشت که برای بازی در نقش آن کسی در گروه نبود که ویژگی‌های موردنظر را داشته باشد. فیزیک هیچ‌یک از بچه‌ها، برای بازی در شخصیت آرس مناسب نبود. گروه به ناچار به سراغ دانشجوی ورزشکاری رفت که با اندام متناسب و صدای رسای خود می‌توانست بهترین گزینه برای ایفای این نقش باشد؛ محمدعلی اینانلو. گروه تشکیل شده بود و فقط مانده بود انجام کارهای اداری. خانم پری صابری، مدیر اداره فوق برنامه‌های دانشگاه تهران که هنرمندی خوش‌نام و درس‌خوانده بود، با برنامه‌های گروه موافقت کرد و جایی برای تمرین به آن‌ها داده شد. محسن پزشکیان و دوستان دیگرش دریچه تازه‌ای پیش روی خود گشوده بودند و تأثیر آن را به ویژه در رفتار پزشکیان، می‌شد به عیان دید.
نمایش برای اجرا در آذرماه آماده می‌شد و ۱۶ آذرماه روز دانشجو بود و به همه این‌ها باید افزود تنش‌های سیاسی همیشگی اعضا را که بخشی از روان‌شناسی گروه شده بود. اما پیش از اجرا، ساواک یکی از اعضای گروه را دستگیر کرد. وقتی درگیریِ پلیس با دانشگاه شدت گرفت، اجرا موقتاً تعطیل شد؛ اما فرامرز طالبی (کارگردان نمایش)، خود نقش بازیگر دستگیرشده را برعهده گرفت و نمایش روی صحنه رفت. روز اول بیشتر تماشاچیان را دانشجویان رشته تئاتر دانشگاه تهران، دانشکده هنرهای زیبا، تشکیل می‌دادند. البته چهره‌ای آشنا نیز در میان تماشاچیان به چشم می‌خورد: دکتر رضا داوری اردکانی. اجرای سیزیف و مرگ، انتشار دو نقد را در مطبوعات به همراه داشت؛ نقد اول بدون امضا، متنی بود بلند بالا، با عنوان «چرا کسی از اجرای سیزیف و مرگ سخن نگفت» که در آن نویسنده، منتقدان تئاتر را به چالش کشیده بود و نقد دوم از آن احمدرضا دریایی، روزنامه‌نگار خلاقی بود که بعد از انقلاب، یکی از بنیان‌گذاران روزنامه همشهری شد.

### شب طویل و خانه بارانی
فرامرز طالبی در سال ۱۳۵۱ دو تک‌پرده شب طویل و خانه بارانی را نوشت و کم‌کم به محسن پزشکیان نزدیک‌تر شد. زمان این اجرا نیز آذرماه بود. نمایش در محل اجرای تالار فردوسی دانشگاه تهران به روی صحنه رفت. برای این نمایش هم چند نقد نوشته شد که از آن میان نقد دامون (خسرو گل‌سرخی) در روزنامه کیهان بیشتر به دل اعضا نشست. در آن دو نمایش، زندگی تیره و مشقت بار روستاییان گیلان و کوچ ناخواسته آن‌ها به شهر به نمایش گذاشته شده بود. این نمایش یکی از سیاسی‌ترین نمایش‌های به اجرا درآمده در آن روزگار بود. این گروه تنها گروه تئاتر دانشجویی بود که در رشته‌ای غیر از تئاتر تحصیل می‌کرد و از سوی دیگر مواضع سیاسی داشت. خانم پری صابری به طنز نام آن‌ها را گروه تئاتر چریک گذاشته بود.
در همان سال گروه سراغ کار دیگری رفت. نمایشنامه «تفنگ‌های ننه کارار» ، انتخاب بعدی فرامرز طالبی بود. محسن پزشکیان دیگر هنرپیشه قابل اعتمادی شده بود و به‌عنوان یکی از شخصیت‌های اصلی نمایش در تمرینات گروه شرکت می‌کرد. تمرین‌ها به خوبی پیش رفت؛ اما بعد از آمادگی گروه، به آن‌ها اجازه اجرا داده نشد.

### صیادان
نمایش بعدی گروه کاری از اکبر رادی با نام «صیادان» بود. نمایش به بازیگران زیادی نیاز داشت و کار سختی پیش روی‌شان بود. با اتفاقاتی که تا آن روز افتاده بود، آمادگی برای رفتن به روی صحنه، دل و جرأت بسیاری می‌خواست. با وجود این، اعضاء با همان شوق و ذوق روز اول، سینه سپر کردند و پا به میدان گذاردند. تمرینات با جدیت آغاز شد و ادامه یافت. اکبر رادی نیز پس از دیدن تمرین بچه‌ها، بازی آن‌ها سخت به دلش نشست و همان‌جا اجازه اجرا را به آن‌ها داد و این به معنی گذشتن از حق تألیف خود و سپردن نمایشنامه به یک گروه دانشجویی بود؛ چیزی که در آن زمان یک اتفاق مهم محسوب می‌شد. اجرای «صیادان» توسط یک گروه دانشجویی خبری مهم شده بود. نمایشی داغ به اجرا درآمد. همه گروه از موفقیت این نمایش احساس رضایت می‌کردند.

### دستگیری توسطساواک
پس از صیادان، و با وجود پایان تحصیل فرامرز طالبی و رفتن او از دانشگاه، محسن پزشکیان نتوانست کار تئاتر را رها کند. حال خود نمایش‌هایی را به اجرا درمی‌آورد و نقش‌های اصلی آن را نیز خود بر عهده می‌گرفت. هر روز فضا ملتهب‌تر می‌شد و تئاترهای پزشکیان نیز بیشتر رنگ و بوی سیاسی می‌گرفت. دوستانش پس از تماشای هریک از نمایش‌هایش با خود می‌گفتند او امشب دیگر برنمی‌گردد و تحقق این پیش‌بینی زمان زیادی به طول نینجامید. سرانجام یک شب عوامل ساواک به خانه‌اش ریخته و او را دستگیر کردند. باور بی‌ارتباط بودن پزشکیان با گروه‌های چریک و مبارز و اجرای چنین نمایش‌هایی از روی دغدغه‌های شخصی، برای ساواک آن‌چنان سخت بود که یک سال او را در زندان نگاه داشتند و در طول این مدت حتی از شکنجه او نیز درنگذشتند.
پزشکیان پس از یکسال حبس و شکنجه سرانجام در آذر ۵۳ آزاد شد، اما هیچ‌گاه دست از مبارزه نکشید.

## شعرهای تقدیمی به پزشکیان
غزلی از نصرالله مردانی، تقدیم به محسن پزشکیان:
| ...                                 |  |                                  |
| ما مرده‌ایم و زنده تویی در دیار عشق  |  | پاینده تا همیشه به دوران کلام تو |
| در شعر پرخروش تو فریاد روزگار       |  | خونین‌ترین حماسه انسان پیام تو    |
| درسوگ تو زمان و زمین دل گرفته بو    |  | ای قله بلند حقیقت مرام تو        |
| «هرگز نمیرد آن‌که دلش زنده شد به عشق |  | ثبت است بر جریده عالم دوام» تو   |

شعری از محمدعلی شاکری یکتا، به یاد محسن پزشکیان و نازنینش:
...
پرنده از تن خورشید پر کشید و گذشت
چراغ چشم و دلش
بلور نازک پرواز شد به اوج حضور
و باغ، دسته گلی
که بر مزار شهیدان عشق می‌پژمرد
ز قله‌های سربی و سرد سحرگهان، دیدم
که اشک می‌آمد
به سرسلامتی باغ مرده دل من
قلم‌مویه‌ای از محمد تمدن در سوگ محسن پزشکیان:
جوانمرگی نیست! به مرگ بی‌زنهار سلام کردن و سر شیرانه مردن داشتن و پیش از آن‌که روزگار و زمانه دو پا و دو چشمت را به آهو بسپارد در قابی جوان در ذهن ماندگار شدن. این جاودانگی روح است!
...
جوانمرگی نیست! با شیدایان تاریخ -سهروردی و حسنک و عین‌القضات و سیف فرغانی- قربانیان آیه‌ها و سایه‌ها؛ در سماعی سرخ پای‌کوبیدن. این جاودانگی رسالت تاریخی است!
... جوانمرگی نیست! «شیرعلی‌مردون» اگر نیست «بی‌عروس» هست که امانت را به منزل برساند…
علی باباچاهی در تابستان۱۳۹۱ دربارهٔ پزشکیان مطلبی نوشت که این‌گونه شروع می‌شود:
زار زار هم که گریه کنی کوزه‌های شکسته شکسته‌اند دیگر…

## پی‌نوشت
1. ↑  «ققنوس شعر انقلاب». شهرستان ادب. ۵ تیر ۱۳۹۲.
2. ↑  «دو چشمت جنگل خاموشِ رازه». شهرستان ادب. ۶ تیر ۱۳۹۲.
3. ↑  «گفتگو با ملیحه کشاورز ـ همسر محسن پزشکیان». خبر گراری بیشاپور. ۱۰ بهمن ۱۳۹۱. بایگانی‌شده از اصلی در ۱ اوت ۲۰۱۳. دریافت‌شده در ۹ اوت ۲۰۱۳.
4. ↑  «شاعران ایرانی در شب‌های شعر حافظ گرد هم می‌آیند». خبرگزاری مهر. ۴ تیر ۱۳۹۲.
5. 1 2 3 4  حبیب‌الله بهزادی، رشد معلم
6. ↑  ««6 دفتر» شعر محسن پزشکیان در مراحل پایانی چاپ/عرضه در نمایشگاه کتاب». خبرگزاری فارس. ۶ تیر ۱۳۹۰.
7. ↑  «انتشار دیوان شعر محسن پزشکیان از زندانیان سیاسی دوران طاغوت». خبرگزاری فارس. ۱۳۹۱.
8. 1 2 3 4 5 6  «نامی بر شیشه‌های سرد زمستان». شهر کتاب. ۲۱ تیر ۱۳۹۱. بایگانی‌شده از اصلی در ۲۶ ژوئیه ۲۰۱۳. دریافت‌شده در ۹ اوت ۲۰۱۳.
9. ↑  «اندرباب هزارسالگی شعر کازرون». جستاری در ادبیات و اندیشه. ۱۹ تیر ۱۳۸۸. بایگانی‌شده از اصلی در ۱۶ ژوئیه ۲۰۱۴. دریافت‌شده در ۱۳ نوامبر ۲۰۱۴.
10. ↑  «غزل نوکلاسیک و لایه‌های ایدئولوژیک سبک در آن» (PDF). فرهنگستان زبان و ادب فارسی. ۱۹ مرداد ۱۳۹۳. بایگانی‌شده از اصلی (PDF) در ۴ سپتامبر ۲۰۱۴. دریافت‌شده در ۲ سپتامبر ۲۰۱۴.
11. ↑  «داماد شهر زخم - گزارش نقد شش دفتر محسن پزشکیان در نشست شهر کتاب». وبسایت شعرانه. ۲۱ تیر ۱۳۹۱. بایگانی‌شده از اصلی در ۲۵ اوت ۲۰۱۲. دریافت‌شده در ۹ اوت ۲۰۱۳.
12. 1 2  «انتشار دیوان پزشکیان». فرهنگستان زبان و ادب فارسی. ۲۸ آبان ۱۳۹۰. بایگانی‌شده از اصلی در ۱۵ ژوئن ۲۰۱۲. دریافت‌شده در ۹ اوت ۲۰۱۳.
13. ↑  «بومی‌سروده‌های پزشکیان فراموش نمی‌شود». شهرستان ادب. ۶ تیر ۱۳۹۲.
14. ↑  خبرگزاری کازرون (kazerounnews)[پیوند مرده]
15. 1 2  «خروش آرام». کازرون نما. ۲ تیر ۱۳۹۲. بایگانی‌شده از اصلی در ۳۰ ژانویه ۲۰۱۵. دریافت‌شده در ۱۳ نوامبر ۲۰۱۴.
16. 1 2  «علی بابا چاهی و محسن پزشکیان بوشهر 1346». مجله پنجره. ۴ تیر ۱۳۹۲.
17. ↑  «علی بابا چاهی و محسن پزشکیان بوشهر 1346». مجله پنجره. ۴ تیر ۱۳۹۲.
18. ↑  «یادی از محسن پزشکیان». خبرگزاری فارس. ۶ تیر ۱۳۹۲.
19. 1 2 3  «از شش جزوه، تا شش دفتر». مؤسسه فرهنگی هنری شهرستان ادب. ۱۶ تیر ۱۳۹۲.
20. ↑  «کاش شعر او به پایان نمی‌رسید». مؤسسه فرهنگی هنری شهرستان ادب. ۱۶ تیر ۱۳۹۲.
21. ↑  «فرهنگ ایران زمین / جلد 30». ۱۳۸۴. بایگانی‌شده از اصلی در ۲۷ فوریه ۲۰۰۷. دریافت‌شده در ۹ اوت ۲۰۱۳.
22. ↑  «مجموعه اشعار محسن پزشکیان». کازرونیه. ۱۳۸۵.
23. ↑  «سیصد و نود و هفتمین نشست شورا». فرهنگستان زبان و ادب فارسی. ۷ دی ۱۳۹۰. بایگانی‌شده از اصلی در ۲۹ نوامبر ۲۰۱۴. دریافت‌شده در ۹ اوت ۲۰۱۳.
24. ↑  «نقد شش دفتر محسن پزشکیان». مهرنیوز. ۶ تیر ۱۳۹۲.
25. ↑  «نقد شش دفتر محسن پزشکیان در شهر کتاب». الف. ۶ تیر ۱۳۹۲.
26. ↑  «فهرست فایل‌های دیداری مرکز فرهنگی شهر کتاب». مرکز فرهنگی شهر کتاب. ۲۱ تیر ۱۳۹۱. بایگانی‌شده از اصلی در ۸ اوت ۲۰۱۳. دریافت‌شده در ۹ اوت ۲۰۱۳.
27. ↑  «نقد و بررسی اشعار زنده‌یاد محسن پزشکیان در رادیو گفتگو». خبرگزاری آریا. ۴ شهریور ۱۳۹۱.[پیوند مرده]
28. ↑  «فایل صوتی ویژه برنامه رادیو فارس در نقد و بررسی شش دفتر پزشکیان». رادیو فارس. ۱۰ شهریور ۱۳۹۱.[پیوند مرده]
29. ↑  «فایل صوتی ویژه برنامه رادیو فارس در نقد و بررسی شش دفتر پزشکیان». رادیو فارس. ۱۰ شهریور ۱۳۹۱. بایگانی‌شده از اصلی در ۱۷ مه ۲۰۱۳. دریافت‌شده در ۱۱ اوت ۲۰۱۳.
30. ↑  «فایل صوتی ویژه برنامه رادیو فارس در نقد و بررسی شش دفتر پزشکیان». رادیو فارس. ۱۰ شهریور ۱۳۹۱.[پیوند مرده]
31. ↑  «پخش شعرخوانی زنده‌یاد پزشکیان در رادیو فرهنگ». رادیو فرهنگ. ۱۹ تیر ۱۳۹۲. بایگانی‌شده از اصلی در ۲۰ آوریل ۲۰۱۴. دریافت‌شده در ۲۹ ژوئیه ۲۰۱۳.
32. ↑  «گزارش تصویری/ رونمایی از مجموعه شعر محسن پزشکیان و شب شعر حافظ». mehrnews. ۲۷ شهریور ۱۳۹۱.
33. ↑  «رونمایی از مجموعه شعر محسن پزشکیان». شرکت سوره مهر. ۲۵ شهریور ۱۳۹۱.[پیوند مرده]
34. ↑  «علیرضا قزوه جایزه کتاب فصل را به پزشکیان تقدیم کرد». خبرگزاری کتاب ایران. ۶ مهر ۱۳۹۱. بایگانی‌شده از اصلی در ۸ نوامبر ۲۰۱۲. دریافت‌شده در ۱۱ اوت ۲۰۱۳.
35. ↑  «عکس و دستخطی از محسن پزشکیان». کازرون نما. ۱۳ تیر ۱۳۹۲.[پیوند مرده]
36. ↑  «خاطرهٔ محمدعلی اینانلو از محسن پزشکیان». موسسه فرهنگی هنری شهرستان ادب. ۱۲ مرداد ۱۳۹۲.
37. ↑  «یادداشت علی داودی به یاد شاعری که در جاده از یاد رفت». موسسه فرهنگی هنری شهرستان ادب. ۱۲ مرداد ۱۳۹۲.
38. ↑  «زندگی یک شاعر و نقاش انقلابی در «فیروزه»». مهر. ۱۷ آبان ۱۳۹۳.
39. ↑  «معلمی که شاعر رنگ‌ها بود در «فیروزه» شبکه افق». تسنیم. ۲۴ آبان ۱۳۹۳.
40. ↑  «پخش آنلاین مستند محسن پزشکیان». telewebion. ۱۸ آبان ۱۳۹۳. بایگانی‌شده از اصلی در ۲۵ دسامبر ۲۰۱۴. دریافت‌شده در ۹ مه ۲۰۱۶.
41. ↑  «آثار هنری محسن پزشکیان». مرکز فرهنگی شهر کتاب. ۱۲ مرداد ۱۳۹۱.[پیوند مرده]
42. ↑  پزشکیان؛ شیخ‌الحکمایی؛ میرافضلی (۱۳۹۰). شش دفتر.
43. ↑  «شش دفتر، شعر محسن پزشکیان». رادیو رسانه امید و آگاهی. ۶ تیر ۱۳۹۰. بایگانی‌شده از اصلی در ۱۵ ژوئن ۲۰۱۲. دریافت‌شده در ۷ اوت ۲۰۱۳.
44. ↑  «کتاب "سنت‌های کازرون " اثر هنرمندکازرونی محسن پزشکیان رونمایی شد». روابط عمومی اداره کل فرهنگ وارشاد اسلامی فارس. ۹ تیر ۱۳۹۲. بایگانی‌شده از اصلی در ۳ ژوئن ۲۰۱۶. دریافت‌شده در ۹ اوت ۲۰۱۳.
45. ↑  «رونمایی از کتاب "سنت‌های کازرون" پزشکیان». پایگاه خبری عصر کازرون. ۲۹ خرداد ۱۳۹۲. بایگانی‌شده از اصلی در ۲۱ اوت ۲۰۱۳. دریافت‌شده در ۹ اوت ۲۰۱۳.
46. 1 2  «شاعر پیشگام اما ناشناخته». سایت تابناک. ۹ آذر ۱۳۹۰.
47. 1 2 3  «ولی ما جدی بودیم». شهرستان ادب. ۶ تیر ۱۳۹۲.
48. ↑  «شعر نصرااله مردانی برای محسن پزشکیان». شهرستان ادب. ۶ تیر ۱۳۹۲.
49. ↑  «شعری از محمدعلی شاکری یکتا، به یاد محسن پزشکیان و نازنینش». شهرستان ادب. ۶ تیر ۱۳۹۲.
50. ↑  «قلم‌مویه‌ای از محمد تمدن در سوگ محسن پزشکیان». شهرستان ادب. ۶ تیر ۱۳۹۲.